# Castillo Palacio de los Condes de Arizo
El castillo-palacio de los Condes de Arizo, también llamado "de los Guadalest" y castillo de Bechí, situado en la plaza Mayor de Bechí (Provincia de Castellón, España) es un edificio residencial fortificado de estilos gótico y renacimiento, construido a finales del siglo XVI sobre una fortaleza medieval.
Se trata de un edificio de planta cuadrangular que se ordena a partir de un patio central de estilo renacentista. Contaba con foso y con cuatro torreones en las esquinas de los que solo conserva la planta baja de los dos posteriores.
El patio, con arcos carpaneles sustentados por columnas jónicas. Dispone de tres en sus lados mayores y dos de mayor anchura en los menores, decorados con medallones en las enjutas y claves marcadas al estilo renacentista.
La parte más antigua del edificio está formada por una nave rectangular cubierta con bóveda de cañón con orientación norte-sur.
Al exterior únicamente se conserva la portada almohadillada de estilo manierista, con un arco de medio punto flanqueado por pilastras y otra de estilo gótico ubicado en la entrada del recinto anteriormente descrito.